# 普通の人々
『普通の人々』（ふつうのひとびと、原題：Ordinary People）は、1980年のアメリカ合衆国の映画作品。第53回（1980年）のアカデミー作品賞、監督賞（ロバート・レッドフォード）、助演男優賞（ティモシー・ハットン）、脚色賞（アルヴィン・サージェント）の4部門を獲得した。
俳優としてのロバート・レッドフォードはまだアカデミー賞の演技賞を手に入れていない（アカデミー名誉賞は受賞している）が、演出家としてはこの処女作で作品賞、監督賞を獲得した。

## 概要
『普通の人々』は家族の断絶の問題を真摯な態度でわかりやすく描かれている。シカゴ郊外の弁護士の一家。半年前に長男が水死事故を起こして以後、父、母、次男の悩みが露呈し、心がちぐはぐになり、家庭は崩壊していく。気の弱い父親、冷淡で他人と協調できない母親、繊細で感受性豊かな次男で構成されるホーム・ドラマ。
かつての米国映画は、郊外の高級住宅街に立派な邸宅を構えるWASPの上流中産家庭を理想的に描いたものだが、いまやその家庭は機能不全で崩壊している。似たようなテーマとしては『アイス・ストーム』（1997）や『アメリカン・ビューティー』（1999）でも描かれていて、後者は監督したサム・メンデスも本作を意識したと語っており、オマージュとして本作で使われたクローゼットと同じものを『アメリカン・ビューティー』の終盤に登場させている。『スタンド・バイ・ミー』（1986）のゴーディが年の離れた兄デニーを事故で亡くし、その影響で両親からも冷遇され、トラウマになっている。デンマークの映画『ある愛の風景』とそのハリウッド版『マイ・ブラザー』も同じような兄の喪失を描いている。
若い頃は画家志望だったレッドフォードは移りゆく季節感や中西部の町を美しくとらえることにもみずみずしい感性を示した。

## ストーリー
シカゴ郊外の住宅地に一戸建ての家をもつジャレット家は弁護士の主人を中心に平凡だが幸福な生活を営んでいた。しかしある日、湖で長男バックと弟コンラッド（ティモシー・ハットン）のボートが嵐で転覆、バックは溺れ死んだ。助かったコンラッドもその後自殺未遂をおこし、精神病院に入院することとなった。  
それから4ヶ月後、コンラッドは退院して再び学校に通い出すが、何も解決されたわけではなかった。彼に対してどこか冷たい母親ベス（メアリー・タイラー・ムーア）とは心を開いて話すことが出来ず、父親カルビン（ドナルド・サザーランド）にも頼ることができずにいた。息子を心配するカルビンはコンラッドを精神分析医バーガー（ジャド・ハーシュ）のもとに通わせることにした。通いだした当初は心を閉ざしていたコンラッドだったが、次第にその胸のうちを打ちあけるようになる。
コンラッドはかつて同じ精神病院に通っていたカレンと再会する。カレンは現在演劇部の部長をしていて既に病院には通っていないという。コンラッドは水泳部を辞めるがそのことを両親に告げず、他人から聞いて知ったベスは恥をかかせられたように責める。合唱部で声をほめてくれたジェニンとボウリングでデートして、リストカットを見つけられる。
バーガー医師の元へ一度通ったカルビンはベスにも医者に通おうと提案するが受け入れられず、クリスマスに二人はゴルフをしにヒューストンに。コンラッドはカレンに電話をかける…。

## キャスト
| 役名                   | 俳優                       | 日本語吹き替え | 日本語吹き替え | 日本語吹き替え | 日本語吹き替え |
| 役名                   | 俳優                       | ？版           | テレビ朝日版   | ソフト版       |                |
| ---------------------- | -------------------------- | -------------- | -------------- | -------------- | -------------- |
| カルビン・ジャレット   | ドナルド・サザーランド     | 城達也         | 前田昌明       | 金尾哲夫       |                |
| ベス・ジャレット       | メアリー・タイラー・ムーア |                | 野沢雅子       | 小宮和枝       |                |
| コンラッド・ジャレット | ティモシー・ハットン       | 田中亮一       | 神谷明         | 浪川大輔       |                |
| タイロン・バーガー医師 | ジャド・ハーシュ           |                | 坂口芳貞       | 安原義人       |                |
| ジェニン・プラット     | エリザベス・マクガヴァン   |                | 佐々木るん     | 大野エリ       |                |
| カレン・アルドリッチ   | ダイナ・マノフ             |                | 幸田直子       | 浅井晴美       |                |
| バック・ジャレット     | スコット・ドーブラー       |                | 屋良有作       |                |                |
| スティルマン           | アダム・ボールドウィン     |                |                |                |                |
| 水泳部のコーチ         | M・エメット・ウォルシュ    |                | 村松康雄       | 山下啓介       |                |
| ジョー・レーゼンビー   | フレドリック・レーン       |                | 池水通洋       | 小野塚貴志     |                |

- ？版 - 1981年収録、放送日、放送局不明
- テレビ朝日版 - 初放送1986年5月18日 『日曜洋画劇場』
  - 演出：小林守夫、翻訳：木原たけし、効果：桜井俊哉／遠藤尭雄、調整：小野敦志、担当：山田ゆみ子／圓井一夫、制作：東北新社、解説：淀川長治
  - その他吹替キャスト：峰恵研、高村章子、曽我部和恭、塩沢兼人、平林尚三、佳川紘子、大橋芳枝、高橋なづき、小滝進、菊地英博、鈴木一輝
- ソフト版
  - 演出：佐藤敏夫、翻訳：木原たけし／今井祥子、調整：上村利秋、制作：スタジオ・エコー
  - その他吹替キャスト：林佳代子、多田野曜平、金子由之、亀井芳子、岩田安生、羽鳥靖子、吉野貴宏、根本泰彦、石川悦子、石井隆夫、中川和恵、青木誠、加藤将之、倉持良子

## 日本語字幕
- 高瀬鎮夫（劇場公開版）[4]、木原たけし（ソフト版）